# Atak z wybranym tekstem jawnym
Atak z wybranym tekstem jawnym (ang. chosen-plaintext attack) – jedna z najpopularniejszych metod łamania szyfrów, która zakłada, że atakujący ma możliwość wybrania tekstu jawnego do zaszyfrowania i zdobycia odpowiadającego mu szyfrogramu. Celem tego ataku jest zdobycie jakichkolwiek informacji na temat zaszyfrowanej wiadomości lub klucza szyfrującego. W najlepszym dla kryptoanalityka (a zarazem najgorszym dla osoby posiadającej klucz szyfrujący) przypadku możliwe jest poznanie klucza wykorzystywanego do szyfrowania.
Istnieje wiele sposobów zdobycia szyfrogramu danego tekstu jawnego: może zostać przechwycony lub przekupiona osoba może zaszyfrować konkretny tekst jawny. W przypadku algorytmów z kluczem publicznym uzyskanie szyfrogramu z tekstu jawnego nie jest żadnym problemem.
Nielosowe (deterministyczne) algorytmy z kluczem publicznym są bardzo podatne na atak "słownikowy", w którym atakujący buduje tablicę prawdopodobnych wiadomości i odpowiadających im szyfrogramów. Aby znaleźć znaczenie szyfrogramu, atakujący po prostu sprawdza, czy w jego bazie nie ma takiego samego. W rezultacie algorytmy z kluczem publicznym wymagają czynnika losowego.
Konwencjonalne algorytmy symetryczne, w których ten sam klucz używany jest do szyfrowania jak i deszyfrowania, mogą być podatne na inne formy ataku z tekstem jawnym, np. kryptoanaliza różnicowa algorytmów blokowych.
Przykładem techniki opierającej się na ataku z wybranym tekstem jawnym, jest metoda zwana "Gardening" użyta przez aliantów do rozszyfrowania Enigmy.